# Ebba Grön Samlingen
Ebba Grön Samlingen är ett samlingsalbum med det svenska punkbandet Ebba Grön. Denna samling är närmast en uppgraderad Ebba Grön 1978-1982, med nya remastrade låtar och en ny låtordning.

## Låtlista

### CD1
1. Staten & Kapitalet (Leif Nyhlén)
2. Ung & Kåt (E. Grön)
3. 800 c (E. Grön)
4. Mamma Pappa Barn (E. Grön)
5. Mental istid (E. Grön)
6. Tyst För Fan (E. Grön)
7. Mona Tumbas Slim Club (E. Grön)
8. Vad Ska Du Bli?
9. Häng Gud (E. Grön)
10. Slicka Uppåt, Sparka Neråt (E. Grön)
11. Hat & Blod (E. Grön)
12. Alla Visa Män (E. Grön)
13. Scheisse (E. Grön)
14. Die Mauer (E. Grön)
15. Tittar På TV (E. Grön)

### CD2
1. Profit (E. Grön)
2. Ung & Sänkt (E. Grön)
3. We're Only In It For The Drugs (E. Grön)
4. Totalvägra (E. Grön)
5. Jag Hatar Söndagar (E. Grön)
6. Vad Har Jag Gjort? (G. Reené / The Haters)
7. Beväpna Er (E. Grön)
8. Det Måste Vara Radion (E. Grön)
9. Schweden Schweden (E. Grön)
10. Pervers Politiker (E. Grön)
11. Stockholms Pärlor (E. Grön)
12. Flyktsoda (E. Grön)
13. Uppgång & Fall (E. Grön)
14. Heroinister & Kontorister (E. Grön)
15. Tyna Bort (E.Grön / Junior Byles)
16. Nu Släckas Tusen Människoliv (E. Grön)

## Listplaceringar
| Lista (2005) | Topplacering |
| ------------ | ------------ |
| Sverige      | 14           |